# Петерсен, Фруйи
Фру́йи уй Ту́ни Пе́терсен (фар. Fríði í Túni Petersen; род. 18 августа 2003 года в Тофтире, Фарерские острова) — фарерский футболист, защитник клуба «Б68».

## Карьера
Фруйи — воспитанник тофтирского футбола. Его дебют за взрослую команду «Б68» состоялся 4 октября 2019 года в матче против дублирующего состава клуба «ЭБ/Стреймур»: защитник вышел на поле на 79-й минуте вместо Эсмара Клементсена. Всего в своём первом сезоне на взрослом уровне он принял участие в 2 играх первой лиги. 28 июня 2020 года Фруйи забил первый гол в карьере, поразив ворота «Хойвуйка». В том сезоне он был игроком ротации тофтирцев, всего отыграв 11 встреч в первом дивизионе и отметившись в них 4 забитыми мячами. Фруйи также принял участие в стыковом матче с «АБ», заменив на 75-й минуте Доавура Хансена. По итогам этой встречи «Б68» заработал путёвку в высший фарерский дивизион.
7 марта 2021 года Фруйи провёл свой дебютный матч в фарерской премьер-лиге, выйдя на замену вместо Стеффана Лёчина на 71-й минуте встречи с клаксвуйким «КИ».

## Статистика выступлений
| Выступление      | Выступление      | Выступление      | Лига | Лига | Кубки | Кубки | Еврокубки | Еврокубки | Прочие | Прочие | Итого | Итого |
| Клуб             | Лига             | Сезон            | Игры | Голы | Игры  | Голы  | Игры      | Голы      | Игры   | Голы   | Игры  | Голы  |
| ---------------- | ---------------- | ---------------- | ---- | ---- | ----- | ----- | --------- | --------- | ------ | ------ | ----- | ----- |
| Б68              | Первый дивизион  | 2019             | 2    | 0    | 0     | 0     | 0         | 0         | 0      | 0      | 2     | 0     |
| Б68              | Первый дивизион  | 2020             | 11   | 4    | 0     | 0     | 0         | 0         | 1      | 0      | 12    | 4     |
| Б68              | Премьер-лига     | 2021             | 22   | 0    | 1     | 0     | 0         | 0         | 0      | 0      | 23    | 0     |
| Б68              | Премьер-лига     | 2022             | 19   | 0    | 1     | 0     | 0         | 0         | 0      | 0      | 20    | 0     |
| Б68              | Премьер-лига     | 2023             | 2    | 0    | 1     | 0     | 0         | 0         | 0      | 0      | 3     | 0     |
| Б68              | Итого            | Итого            | 56   | 4    | 3     | 0     | 0         | 0         | 1      | 0      | 60    | 4     |
| Всего за карьеру | Всего за карьеру | Всего за карьеру | 56   | 4    | 3     | 0     | 0         | 0         | 1      | 0      | 60    | 4     |

## Личная жизнь
Родился в семье экс-футболиста Яна Петерсена и его супруги Раннвоа уй Туни. Старший брат Фруйи, Петур Петерсен — тоже футболист. Оба брата в настоящее время выступают за «Б68».